# Toyota Corolla E100
En juin 1991, la Corolla grandit et adopte une forme arrondie et aérodynamique propre aux années 1990. Sont disponibles des versions 5 portes (hatchback), 3 portes et break. La qualité de fabrication est jugée excellente, que ce soit à l'intérieur avec des plastiques moussés sur le haut de la planche de bord ou à l'extérieur avec des bas de caisses entièrement protégés et traités. La robustesse des moteurs a également bonne réputation ce soit pour le 2.0 D ou le 1,3 litre essence.
La Corolla E100 a aussi été vendue en Amérique du Nord de 1993 à 1997 sous le nom de Geo Prizm et en Australie de 1994 à 1996 sous le nom de Holden Nova, à la suite d'accords avec General Motors.